# بخش‌های دپارتمان مرتینیک
بخش‌های دپارتمان مرتینیک (انگلیسی: Arrondissements of the Martinique department) شامل ۴ بخش به شرح زیر است:
1. بخش فور-دو-فرانس با ۴ کمون (فرانسه) و جمعیت ۱۶۱ هزار نفر در سال ۲۰۱۳ می‌باشد.
2. بخش لترینیته با ۱۰ کمون (فرانسه) و جمعیت ۸۱ هزار نفر در سال ۲۰۱۳ می‌باشد.
3. بخش لومرن با ۱۲ کمون (فرانسه) و جمعیت ۱۱۹ هزار نفر در سال ۲۰۱۳ می‌باشد.
4. بخش سن-پیئر، مرتینیک با ۸ کمون (فرانسه) و جمعیت ۲۳ هزار نفر در سال ۲۰۱۳ می‌باشد.

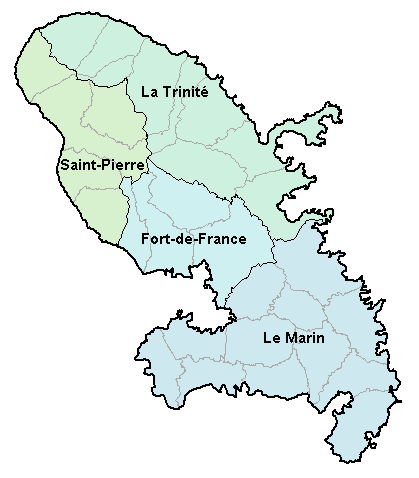
arrondissements of the Martinique